# Causalità adeguata
La teoria della causalità adeguata è una delle teorie proposte in ambito giuridico come correttivo della teoria condizionalistica. Secondo la teoria condizionalistica (o della condicio sine qua non) causa dell'evento è ogni azione necessaria e sufficiente a produrlo. 
La teoria della causalità adeguata, pur partendo da tale premessa, ne limita l'ambito di applicazione richiedendo un'ulteriore condizione ai fini della sussistenza del nesso eziologico tra azione ed evento. A tal fine l'evento deve rientrare tra le conseguenze normali o almeno probabili dell'azione. La valutazione di idoneità è effettuata ex ante, ossia accertando se al momento della condotta questa costituiva un fattore di determinazione dell'evento.